# أليسون بروكس
أليسون بروكس (بالإنجليزية: Allison Brooks)‏ هو ضابط أمريكي، ولد في 26 يونيو 1917 في بيتسبرغ في الولايات المتحدة، وتوفي في 9 ديسمبر 2006 في سيكيم في الولايات المتحدة.